# ŁKS Łódź w sezonie 1998/1999
Sezon 1998/1999 był 62. sezonem spędzonym przez Łódzki Klub Sportowy w Ekstraklasie.

## Zarys sezonu
Przed rozpoczęciem sezonu 1998/1999 łódzką jedenastkę opuścił jeden z bohaterów mistrzowskiej drużyny, Tomasz Kłos, który przeszedł do francuskiego pierwszoligowca AJ Auxerre. Wkrótce po rozpoczęciu kolejnej ligowej batalii odszedł drugi z filarów ŁKS-u, Mirosław Trzeciak, który z kolei „za chlebem” udał się jeszcze dalej, bo do Hiszpanii.
Jeszcze w lipcu, po przegranej w Superpucharze kraju, ełkaesiacy rozegrali dwumecz w rundzie wstępnej Ligi Mistrzów z azerskim Kəpəz Gəncə (dwie wygrane: 4:1 i 3:1). W dwa tygodnie po wyeliminowaniu pierwszego przeciwnika ŁKS trafił na Manchester United, który jak się miało okazać został triumfatorem edycji 98/99. Dwumecz rundy eliminacyjnej ujmy łodzianom nie przyniósł, bowiem po porażce 0:2 na Old Trafford w rewanżu padł bezbramkowy remis. Wynik ten był sporym osiągnięciem – łodzianie m.in. jako jedyni w tamtych rozgrywkach nie stracili bramki w pojedynku z Manchesterem Utd.
Po odpadnięciu z Ligi Mistrzów ŁKS automatycznie trafił do I rundy Pucharu UEFA, gdzie los przydzielił mu AS Monaco, w barwach którego grało aż trzech mistrzów świata z dopiero co zakończonego mundialu (Fabien Barthez, Thierry Henry, David Trezeguet). Ełkaesiacy przegrali dwumecz (1:3 i 0:0), ale pozostawili po sobie dobre wrażenie. Ozdobą tej rywalizacji była jedna z najpiękniejszych bramek jakie uzyskali Polacy w europejskich pucharach – po szarży na lewym skrzydle Nigeryjczyka Omodiagbe Darlingtona i precyzyjnym dośrodkowaniu w pole karne, piłkę piętą z wyskoku uderzył Piotr Matys, który w ten niecodzienny sposób zaskoczył zupełnie bramkarza AS Monaco.
Sezon ligowy łodzianie rozpoczęli od remisu z Górnikiem mimo tego, że prowadzili już 2:0 po bramkach Rafała Niżnika i Tomasza Wieszczyckiego. Piłkarze na premierowy pojedynek w nowym sezonie wyszli z ogolonymi głowami. Był to warunek nowej umowy sponsorskiej z producentem materiałów chemii budowlanej, firmą Atlas.
Pierwsze zwycięstwo ŁKS odniósł dopiero w 7. serii spotkań (de facto 9. kolejka). W międzyczasie nastąpiła pierwsza z dwóch w sezonie zmian na stanowisku I trenera – w miejsce Marka Dziuby przydzielono do tej roli Bogusława Pietrzaka. Dzięki dobrej drugiej części rundy jesiennej ełkaesiacy wydostali się ze strefy spadkowej i ostatecznie zajęli bezpieczną 12. pozycję w tabeli.
W trakcie przerwy zimowej klub został ponownie osłabiony. Do wspomnianych wcześniej Tomasza Kłosa i Mirosława Trzeciaka dołączyli m.in. Tomasz Kos, Omodiagbe Darlington (wypożyczenie do niemieckiego FC Gütersloh), Grzegorz Krysiak, Tomasz Cebula (wypożyczenie do Śląska Wrocław), a także najlepszy strzelec drużyny (6 bramek), Rafał Niżnik (sprzedany do Brøndby IF). W ich miejsce powrócił, po rehabilitacji po wypadku motocyklowym, Marek Saganowski oraz kilku młodych zawodników z Polonii Gdańsk oraz Piotrcovii, klubów które podobnie jak ŁKS były sponsorowane przez Antoniego Ptaka.
Runda wiosenna charakteryzowała się ciężką, ale skuteczną walką o utrzymanie się w ekstraklasie – ligowy byt łodzianie zapewnili sobie po wyjazdowym remisie z Wisłą Kraków, nowym mistrzem kraju. Ostatecznie na zakończenie rozgrywek zajęli 11. miejsce. Najskuteczniejszymi zawodnikami ŁKS-u zostali Tomasz Wieszczycki oraz Rafał Pawlak.

### Wypadek i śmierć Jacka Płuciennika
Jacek Płuciennik zginął 3 września 1998 w wypadku samochodowym, w Gryźlinach pod Olsztynem. Wracał wówczas z ligowego meczu pomiędzy Stomilem a ŁKS-em. W obu tych klubach zresztą spędził większą część swojej piłkarskiej kariery. W obu zaskarbił sobie sympatię zarówno kolegów z boiska, jak i kibiców, którzy – w hołdzie dla jego osoby – do dzisiejszego dnia składają w miejscu wypadku oraz w miejscu spoczynku dowody pamięci.
Płuciennik w ekstraklasie rozegrał 184 spotkania, w których strzelił 29 bramek. Ponadto był czterokrotnym reprezentantem kraju. W chwili śmierci miał 28 lat, został pochowany na cmentarzu na Zarzewie w Łodzi.

## Skład
| Imię i nazwisko        | Numer | Kraj     | Pozycje | Data urodzenia | Poprzedni klub                              |
| Bramkarze              |       |          |         |                |                                             |
| Bogusław Wyparło       | 1     | Polska   | BR      | 1974           | Sokół Tychy                                 |
| Michał Sławuta         | 12    | Polska   | BR      | 1977           | Świt Nowy Dwór Mazowiecki; wychowanek       |
| Obrońcy                |       |          |         |                |                                             |
| Sérgio Batata          | 2     | Brazylia | OB      | 1979           | Polonia Gdańsk                              |
| Tomasz Kos             | 3     | Polska   | OB      | 1974           | Sokół Tychy                                 |
| Jacek Paszulewicz      | 3*    | Polska   | OB      | 1977           | Polonia Gdańsk                              |
| Witold Bendkowski      | 4     | Polska   | OB      | 1961           | Yukong Elephants                            |
| Julcimar               | 6*    | Brazylia | OB      | 1978           | Polonia Gdańsk                              |
| Rafał Pawlak           | 7     | Polska   | OB      | 1975           | Śląsk Wrocław; wychowanek                   |
| Artur Kościuk          | 21*   | Polska   | OB      | 1978           | Aluminium Konin; wychowanek                 |
| Michał Osiński         | 23*   | Polska   | OB      | 1978           | Piotrcovia Piotrków Trybunalski wychowanek  |
| Fernando Batista       | –     | Brazylia | OB      | 1979           | Cruzeiro EC                                 |
| Pomocnicy              |       |          |         |                |                                             |
| Tomasz Lenart          | 5     | Polska   | PO      | 1969           | Pilica Tomaszów Mazowiecki; wychowanek      |
| Grzegorz Krysiak       | 6     | Polska   | PO      | 1969           | Boruta Zgierz                               |
| Rafał Niżnik           | 9     | Polska   | PO      | 1974           | Okocimski Brzesko                           |
| Robert Górski          | 9*    | Polska   | PO      | 1974           | Aluminium Konin                             |
| Rodrigo Jose Carbone   | 15    | Brazylia | PO      | 1974           | Fluminense FC                               |
| Darlington Omodiagbe   | 16    | Nigeria  | PO      | 1974           | Polonia Gdańsk                              |
| Ariel Jakubowski       | 17    | Polska   | PO      | 1977           | Polonia Gdańsk                              |
| Zbigniew Wyciszkiewicz | 19    | Polska   | PO      | 1969           | Widzew Łódź                                 |
| Tomasz Wieszczycki     | 33    | Polska   | PO      | 1971           | Le Havre AC; wychowanek                     |
| Rafał Grzelak          | –     | Polska   | PO      | 1982           | Orzeł Łódź                                  |
| Łukasz Madej           | –     | Polska   | PO      | 1982           | wychowanek                                  |
| Napastnicy             |       |          |         |                |                                             |
| Dzidosław Żuberek      | 8     | Polska   | NA      | 1973           | Piotrcovia Piotrków Trybunalski; wychowanek |
| Marek Saganowski       | 10    | Polska   | NA      | 1978           | Hamburger SV; wychowanek                    |
| Marcin Danielewicz     | 18    | Polska   | NA      | 1976           | Polonia Gdańsk                              |
| Jacek Płuciennik       | 20    | Polska   | NA      | 1970           | Stomil Olsztyn                              |
| Piotr Matys            | 21    | Polska   | NA      | 1978           | Lausanne Sports                             |
| Artur Bugaj            | 23    | Polska   | NA      | 1970           | Aluminium Konin                             |
| Austin Hamlet          | 24    | Nigeria  | NA      | 1979           | Enugu Rangers                               |
| Tomasz Cebula          | 25    | Polska   | NA      | 1966           | Hapoel Ironi Riszon le-Cijjon               |
| Eddy Lord Dombraye     | –     | Nigeria  | NA      | 1979           | Iwuanyanwu Nationale                        |
| Janusz Dziedzic        | –     | Polska   | NA      | 1980           | Piotrcovia Piotrków Trybunalski             |

*gwiazdką są oznaczeni zawodnicy, którzy przejęli od swoich poprzedników numery na koszulkach w trakcie sezonu

## Transfery

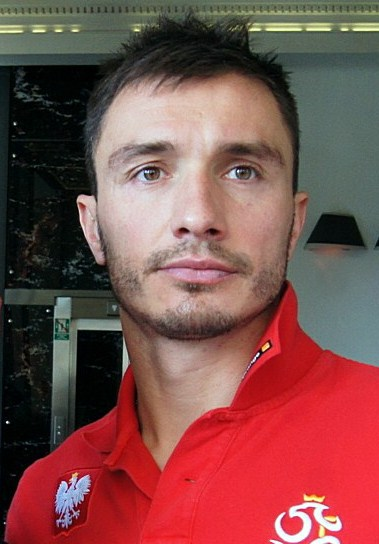
Marek Saganowski – powrócił w rundzie wiosennej do jedenastki mistrza Polski po wypadku motocyklowym

### Do klubu
| Runda    | Pozycja | Piłkarz             | Z klubu                         | Uwagi                          |
| -------- | ------- | ------------------- | ------------------------------- | ------------------------------ |
| jesienna | PO      | Łukasz Madej        | wychowanek                      |                                |
| jesienna | BR      | Michał Sławuta      | Świt Nowy Dwór Mazowiecki       |                                |
| jesienna | NA      | Piotr Matys         | Lausanne Sports                 |                                |
| jesienna | NA      | Jacek Płuciennik    | Stomil Olsztyn                  |                                |
| jesienna | NA      | Artur Bugaj         | Aluminium Konin                 |                                |
| jesienna | OB      | Artur Kościuk       | Aluminium Konin                 |                                |
| jesienna | OB      | Jacek Paszulewicz   | Polonia Gdańsk                  |                                |
| jesienna | OB      | Sérgio Batata       | Polonia Gdańsk                  |                                |
| jesienna | NA      | Dzidosław Żuberek   | Piotrcovia Piotrków Trybunalski |                                |
| jesienna | OB      | Fernando Batista    | Piotrcovia Piotrków Trybunalski | w trakcie rundy                |
| jesienna | OB      | Michał Osiński      | Piotrcovia Piotrków Trybunalski | w trakcie rundy                |
| jesienna | NA      | Eddy Lord Dombraye  | Iwuanyanwu Nationale            | w trakcie rundy                |
| wiosenna | NA      | Marcin Danielewicz  | Polonia Gdańsk                  |                                |
| wiosenna | PO      | Robert Górski       | Aluminium Konin                 |                                |
| wiosenna | PO      | Rafał Grzelak       | Orzeł Łódź                      |                                |
| wiosenna | PO      | Krzysztof Rutkowski | wychowanek                      |                                |
| wiosenna | NA      | Marek Saganowski    | wychowanek                      | powrót po wypadku motocyklowym |

### Z klubu
| Runda    | Pozycja | Piłkarz              | Do klubu                        | Uwagi            |
| -------- | ------- | -------------------- | ------------------------------- | ---------------- |
| jesienna | OB      | Tomasz Kłos          | AJ Auxerre                      | cena: 500 tys. $ |
| jesienna | NA      | Mirosław Trzeciak    | Osasuna Pampeluna               | cena: 650 tys. $ |
| jesienna | NA      | Austin Hamlet        | Polonia Gdańsk                  | w trakcie rundy  |
| jesienna | PO      | Rodrigo Jose Carbone | Jeonnam Dragons                 | w trakcie rundy  |
| jesienna | OB      | Fernando Batista     | Piotrcovia Piotrków Trybunalski | w trakcie rundy  |
| jesienna | NA      | Artur Bugaj          | Aluminium Konin                 | w trakcie rundy  |
| jesienna | OB      | Tomasz Kos           | FC Gütersloh                    | wyp.             |
| wiosenna | PO      | Darlington Omodiagbe | FC Gütersloh                    | wyp.             |
| wiosenna | NA      | Dzidosław Żuberek    | Śląsk Wrocław                   | wyp.             |
| wiosenna | NA      | Tomasz Cebula        | Śląsk Wrocław                   | wyp.             |
| wiosenna | PO      | Grzegorz Krysiak     | Śląsk Wrocław                   | wyp.             |
| wiosenna | NA      | Piotr Matys          | Stomil Olsztyn                  |                  |
| wiosenna | PO      | Rafał Niżnik         | Brøndby IF                      | cena: 750 tys. $ |

## Rozgrywki

### Ekstraklasa

#### Tabela na zakończenie sezonu (miejsca 10-12)
| Lp. | Klub         | Mecze | Zwycięstwa | Remisy | Porażki | Bramki Zdobyte | Bramki Stracone | Punkty |
| --- | ------------ | ----- | ---------- | ------ | ------- | -------------- | --------------- | ------ |
| 10  | Ruch Chorzów | 30    | 9          | 9      | 12      | 23             | 36              | 36     |
| 11  | ŁKS Łódź     | 30    | 8          | 10     | 12      | 33             | 45              | 34     |
| 12  | Amica Wronki | 30    | 9          | 7      | 14      | 31             | 39              | 34     |

#### Runda jesienna
| kolejka | przeciwnik            | Dom/Wyjazd | wynik | strzelcy                                                   |
| 1       | Górnik Zabrze         | D          | 2:2   | Rafał Niżnik 30', Tomasz Wieszczycki 49'                   |
| 2       | Pogoń Szczecin        | W          | 1:1   | Dzidosław Żuberek 70'                                      |
| 5       | Zagłębie Lubin        | D          | 0:2   | brak                                                       |
| 6       | Stomil Olsztyn        | W          | 0:1   | brak                                                       |
| 7       | Lech Poznań           | D          | 1:2   | Artur Bugaj 53'                                            |
| 8       | Ruch Radzionków       | W          | 0:4   | brak                                                       |
| 9       | Amica Wronki          | D          | 2:0   | Rafał Pawlak 43', 75'                                      |
| 4*      | Polonia Warszawa      | W          | 1:2   | Tomasz Wieszczycki 82'                                     |
| 10      | GKS Katowice          | W          | 1:1   | Rafał Niżnik 38'                                           |
| 11      | Legia Warszawa        | D          | 1:1   | Rafał Niżnik 10' (karny)                                   |
| 12      | GKS Bełchatów         | W          | 3:2   | Tomasz Cebula 33', Dzidosław Żuberek 41', Rafał Niżnik 61' |
| 13      | Wisła Kraków          | D          | 0:3   | brak                                                       |
| 14      | Ruch Chorzów          | W          | 2:1   | Rafał Pawlak 32', Rafał Niżnik 87'                         |
| 15      | Widzew Łódź           | D          | 0:1   | brak                                                       |
| 3*      | Odra Wodzisław Śląski | D          | 2:1   | Eddy Dombraye 14', Rafał Niżnik 81'                        |

* w związku z bojkotem rozgrywek przez kluby ekstraklasy kolejki nr 3 i 4 zostały rozegrane w późniejszym niż zaplanowano terminie

#### Runda wiosenna
| kolejka | przeciwnik            | Dom/Wyjazd | wynik | strzelcy                                                    |
| 16      | Górnik Zabrze         | W          | 0:0   | brak                                                        |
| 17      | Pogoń Szczecin        | D          | 1:1   | Robert Górski 52'                                           |
| 18      | Odra Wodzisław Śląski | W          | 1:2   | Robert Górski 85' (karny)                                   |
| 19      | Polonia Warszawa      | D          | 0:0   | brak                                                        |
| 20      | Zagłębie Lubin        | W          | 2:2   | Tomasz Wieszczycki 19', Marek Saganowski 56'                |
| 21      | Stomil Olsztyn        | D          | 2:0   | samobójcza 17', Robert Górski 87'                           |
| 22      | Lech Poznań           | W          | 1:3   | Tomasz Wieszczycki 75'                                      |
| 23      | Ruch Radzionków       | D          | 0:1   | brak                                                        |
| 24      | Amica Wronki          | W          | 2:1   | Michał Osiński 53', Rafał Pawlak 61'                        |
| 25      | GKS Katowice          | D          | 3:2   | Rafał Pawlak 12', Tomasz Wieszczycki 37', Eddy Dombraye 84' |
| 26      | Legia Warszawa        | W          | 2:3   | Tomasz Wieszczycki 55', 79'                                 |
| 27      | GKS Bełchatów         | D          | 2:0   | Rafał Pawlak 14', 61' (karny)                               |
| 28      | Wisła Kraków          | W          | 1:1   | Zbigniew Wyciszkiewicz 45'                                  |
| 29      | Ruch Chorzów          | D          | 0:0   | brak                                                        |
| 30      | Widzew Łódź           | W          | 0:5   | brak                                                        |

### Superpuchar Polski
Piłkarze ŁKS-u po raz drugi w swej historii rozegrali mecz, którego stawką był Superpuchar Polski (po raz pierwszy taka sytuacja miała miejsce w 1994 roku, kiedy to łodzianie jako finalista Pucharu Polski zagrali o to miano z Legią). Spotkanie zostało rozegrane w Grodzisku Wielkopolskim, a rywalem podopiecznych Marka Dziuby i Ryszarda Polaka był triumfator Pucharu Polski 1998, Amica Wronki. Ełkaesiacy przegrali 0:1 po bramce Radosława Bilińskiego w 18 minucie. W ich barwach ponownie po kilku latach przerwy zagrał Jacek Płuciennik.

### Puchar Polski
Łodzianie wreszcie po kilku latach przerwy awansowali do 1/8 Pucharu Polski. Udało im się to dzięki wygranej na wyjeździe ze spadkowiczem z ekstraklasy, KSZO Ostrowiec Świętokrzyski. Przygoda z pucharem nie trwała jednak zbyt długo – ełkaesiacy przegrali w następnej rundzie z późniejszym triumfatorem tych rozgrywek, drużyną z Wronek.

### Europejskie Puchary

#### Puchar Europejskich Mistrzów Krajowych (Liga Mistrzów)
runda wstępna
22.07.1998 ŁKS Łódź –  FK Kapaz Gəncə 4:1 (1:0)
Bramki dla ŁKS: Tomasz Cebula 12', Mirosław Trzeciak 50' (karny), 76' (karny), Tomasz Wieszczycki 73'
runda wstępna – rewanż
29.07.1998 FK Kapaz Gəncə  – ŁKS Łódź 1:3 (0:1)
Bramki dla ŁKS: Mirosław Trzeciak 44', 49', Tomasz Wieszczycki 81'
runda eliminacyjna
12.08.1998 Manchester United F.C.  – ŁKS Łódź 2:0 (1:0)
runda eliminacyjna – rewanż
25.08.1998 ŁKS Łódź –  Manchester United F.C. 0:0

#### Puchar UEFA
I runda
15.09.1998 ŁKS Łódź –  AS Monaco 1:3 (1:0)
Bramka dla ŁKS: Piotr Matys 10'
I runda – rewanż
29.09.1998 AS Monaco  – ŁKS Łódź 0:0

## Statystyki

### Najwięcej rozegranych meczów
- 30 – Bogusław Wyparło
- 28 – Tomasz Wieszczycki
- 25 – Ariel Jakubowski
- 24 – Tomasz Lenart, Rafał Pawlak
- 20 – Sérgio Batata

### Strzelcy
- 7 bramek – Rafał Pawlak, Tomasz Wieszczycki
- 6 bramek – Rafał Niżnik
- 3 bramki – Robert Górski
- 2 bramki – Eddy Dombraye, Dzidosław Żuberek
- 1 bramka – Artur Bugaj, Tomasz Cebula, Michał Osiński, Zbigniew Wyciszkiewicz, Marek Saganowski